# Carme Giralt i Rosés
Carme Giralt i Rosés (Masnou, 4 de septiembre de 1940 - 3 de septiembre de 2022) fue una profesora catalana que trabajó por la coeducación, el escultismo laico y la política local.

## Trayectoria
Nació en el seno de una familia progresista y catalanista. Su madre era costurera y su padre, que era pintor, luchó junto a los republicanos hasta el final de la Guerra Civil Española. Creció en un ambiente familiar de ideas republicanas y conocimiento de lo que significó el golpe de 1936, pero en el colegio los valores no eran los mismos. Estudió en las Escolàpies del Masnou, donde recibió educación religiosa y con 16 años se incorporó a un grupo de chicas scouts llamado Santa Xoaquina Vedruna y que luego surgiría como Foc nou. Fue entonces cuando se dio cuenta de cómo había normalizado esa vida, sin ser consciente de lo que era vivir en una dictadura.
En octubre de 1968, con varias amistades que eran tres matrimonios y sus familias, fundaron en el Masnou la Escola Bergantí, un centro educativo catalanista, plural, laico y de base mixta. Como curiosidades, el nombre del centro era un homenaje al Masnou, donde entonces se fabricaba este tipo de barcos llamado bergantín. El sistema educativo que construyeron se basó en proyectos, haciendo que el alumnado experimentase lo que tuviesen que aprender y de esta manera internalizasen el tema. En aquella época los referentes pedagógicos eran: Célestin Freinet y María Montessori, populares en los años 60.
Formó parte de la unificación del escultismo laico con el nacimiento de Escoltes Catalans, en 1974, organización que presidió durante seis años. Para Giralt, el escultismo le dio la oportunidad de conocer otros lugares, viajar fuera de Cataluña, conocer otras culturas y otros tipos de educación y empaparse de ellos. Fue así como se iniciaron los esfuerzos por enseñar y transmitir aquellas pedagogías, especialmente la danesa, que sustituyeron a la enseñanza franquista. En sus reivindicativas palabras: "Toda la parte educativa iba hacia el cierre de mentalidades; pretendíamos lo contrario: abrirlas".
En 1979 encabezó la lista política del PSC (PArtido de los Socialistas de Cataluña) en el Masnou  y fue elegida teniente de alcalde. Fue la primera mujer en entrar en el ayuntamiento masnoví, que hasta entonces estaba formado por hombres y para ella "fue muy difícil porque tenía una doble lucha por cosas diferentes". Estuvo durante cuatro años a cargo de los departamentos de Educación, Cultura y Deportes del ayuntamiento, para luego regresar a la educación.
En 1984 fue nombrada vicepresidenta del Guiatge Català  (guidismo en Cataluña) y del CEGE a nivel internacional, en representación del escultismo catalán. Posteriormente creó los Amigos y Ex Scouts del Masnou.
Aunque no volvió a la primera línea de la política, Giralt colaboró en muchas comisiones municipales de información y participó siempre que pudo en los temas sociales. Defendió la vida en comunidad y el respeto a todas las opiniones y culturas, de ahí la reivindicación de los valores de fortalecimiento de la personalidad del Colegio Bergantí y el legado que dejó: “Carme siempre nos dijo: manipulación, experiencia y movimiento. Si lo pones en el aula, y tienes un entorno privilegiado como el nuestro, le das al alumnado la posibilidad de elegir la mejor manera de interiorizar el conocimiento”.

## Reconocimientos
Giralt siempre fue una defensora de la igualdad de oportunidades entre mujeres y hombres. En 2019 recibió la Cruz de San Jorge “por su labor a favor de la coeducación, así como por su contribución a la unificación del escultismo laico con la creación de las Escoltes Catalanas y la fundación de la Escola Bergantí, referente pedagógico en Cataluña".
En 2022 fue nombrada hija predilecta de Masnou por su trayectoria profesional como docente y por ser la primera concejala de ese municipio.